# Старченко, Вячеслав Николаевич
Вячесла́в Никола́евич Ста́рченко (1942—1989) — тромбонист, дирижёр и педагог, заслуженный работник культуры Украинской ССР, доцент (1989).

## Биография
Родился в Псковской области; вскоре переехал с семьей на Украину (село Чеповицы Житомирской области).
Окончил Житомирское музыкальное училище им. В. С. Косенко (1960—1964) по классу тромбона Г. З. Ройтфарба. В 1964—1967 гг. служил в Советской армии — в оркестре штаба Забайкальского военного округа.
В 1972 году окончил Одесскую государственную консерваторию по классу тромбона В. Ф. Калюжного и по классу дирижирования доцента В. П. Базилевич. В студенческие годы работал в симфоническом оркестре Одесской филармонии.
С 1972 г. — преподаватель, в 1973—1988 гг. — заведующий кафедрой духовых и ударных инструментов Ровенского филиала Киевского института культуры. Разработал методические пособия, организовывал и проводил методические конференции, лекции и диспуты по вопросам основ дирижирования духовым оркестром, создал при кафедре два коллектива — эстрадный и духовой.
Среди учеников В. Н. Старченко:
- Н. Гудич — солист оркестра МВД (Киев),
- И. Гресько — солист симфонического оркестра Львовского театра оперы и балета,
- З. Крет — дирижёр Ровенского музыкально-драматического театра, заслуженный артист Украины,
- Л. Ткачук — директор Тульчинского училища культуры,
- В. Грабовский — старший преподаватель Житомирского училища культуры,
- С. Цюлюпа — профессор, кандидат педагогических наук, заведующий кафедрой духовых и ударных инструментов Ровенского государственного гуманитарного университета,
- Р. Дзвинка — заместитель директора Института искусств Ровенского государственного гуманитарного университета,
- Н. Терлецкий — главный дирижёр духового оркестра, созданного В. Старченко,
- Д. Глеба — доцент Ужгородского национального университета,
- В. Уницкий — преподаватель музыкальной школы Ивано-Франковска.

В творческой биографии В. Н. Старченко — 15 марш-парадов духовых оркестров в Ровно и других городах области, участие в телетурнире «Солнечные кларнеты», запись грампластинки, гастроли по Украине.

### Семья
Жена — Анна Андреевна;
- сын — Андрей, кларнетист, выпускник Одесской консерватории и Фрайбургской академии музыки; лауреат Международных конкурсов.

## Память
С 2005 года в Ровно ежегодно проводится «Всеукраинский конкурс им. В. Старченко» исполнителей на духовых и ударных инструментах, в котором участвуют исполнители из учебных заведений Украины и зарубежья.